# Oskar Fallenius
Lars Erik Oskar Fallenius (født 1. november 2001) er en Svensk professionel fodboldspiller som spiller for norske IK Start udlejet fra Brøndby IF. Fallenius har fået 10 Superliga kampe som indskifter bor Brøndby If, og 3 pokalkampe med 2 mål. 1 mål mod Allerød og 1 med Aalborg Freja.

## Klub karriere

### Brommapojkarna
Fallenius er opvokset i Nynäshamn hvor han boede med sin far, hans mor boede i Vallentuna, Fallenius startede sin fodboldkarriere hos IF Brommapojkarna i 2012.
I sommeren 2014 spillede Fallenius mod Juventus i finalen i en europæisk ungdomsturnering.
Den 29. november 2018 underskrev Fallenius sin første professionelle kontrakt og blev forfremmet til IF Brommapojkarna førstehold inden starten på sæson 2019 i Superettan. Han fik sin debut i Superettan den 7. april 2019 i en 4–0 sejr over Dalkurd FF, hvor han kom ind som erstatning i det 80. minut for Albin Linnér.

#### Brøndby
Den 4. januar 2021 blev det offentliggjort, at Fallenius havde underskrevet en treethalvt års kontrakt med Brøndby IF. Han fik sin debut for Brøndby den 4. marts, hvor han blev skiftet ind i stedet for Lasse Vigen Christensen mod Randers.

## Titler
Superligaen 2020-21 med Brøndby IF.